# Орден «За спортивные заслуги» (Испания)
Королевский орден «За спортивные заслуги» или Королевский орден Спортивных заслуг (исп. Real Orden del Mérito Deportivo) — высшая государственная награда Испании в области спорта, ежегодно вручаемая национальным правительством Испании и представителями Верховного спортивного совета, утверждающих различные звания и категории. Орден образован королевским указом №1523 от 18 июня 1982 года.
Согласно статье 43.3 Конституции Испании 1978 года, в ведении государственных властей поощрение лиц и организаций за большие усилия и успехи в развитии физической культуры, достижения в спорте и содействие в правильном использовании свободного времени. В соответствии с этим положением Общий закон о физической культуре и спорте наделяет власти и государство широкими полномочиями по пропаганде и распространению деятельности в сфере физической культуры и спорта.

## Основания для награждения
Награда присуждается подданным Испании, показавшим выдающиеся достижения в профессиональном спорте, в развитии и основах физической культуры как школьного предмета; проявившим большие усилия в образовании, распространении, организации и развитии физической культуры и спорта в Испании. Также награда присуждается иностранным подданным за особые заслуги в физической культуре или спорте Испании в пользу национальных федераций, клубов и сборных Испании. Вопрос о присуждении награды выносит на рассмотрение председатель Верховного спортивного совета по предложению испанских федераций спорта, клубов, спортивных объединений, корпораций и общественных организаций.

### Структура
Его Величество Король Испании — магистр Королевского ордена, поддерживаемый канцлером (государственным секретарём — председателем Верховного спортивного совета) — и вице-канцлером (генеральным директором спорта). Прокурор Королевского ордена назначается канцлером по предложению вице-канцлера. Сотрудники секретариата Королевского ордена соответствуют государственным служащим Верховного спортивного совета и назначаются канцлером. В секретариате хранятся все необходимые для принятия решения по награждению документы.

## Степени ордена
- Высшая награда:
  - Большой крест со словами Excelencia или Excelentísimo Señor / Excelentísima Señora.
- Степени отличия: 
  - Золотая медаль со словами Ilustrísimo / Ilustrísima или Ilustrísimo Señor / Ilustrísima Señora.
  - Серебряная медаль со словами Señoría или Señor / Señora.
  - Бронзовая медаль.

Корпорациям, институтам, юридическим лицам и т.д. присуждаются:
- Золотая табличка.
- Серебряная табличка.
- Бронзовая табличка.

Если Бронзовая медаль присуждается юридическим лицам, то особых случаев возникнуть не может.

## Лишение награды
Кавалер может быть лишён ордена в случае, если совершит умышленное или общественное преступление и публично будет обвинён в действиях, которые могут быть причиной того, чтобы орден не присуждался. На основании дела, расследование которого инициируется официальным лицом или после жалобы и после вмешательства Королевской прокуратуры кавалер лишается не только ордена, но и права на различные привилегии, прилагающиеся к ордену (в том числе и почётные звания).

## Некоторые выдающиеся кавалеры ордена

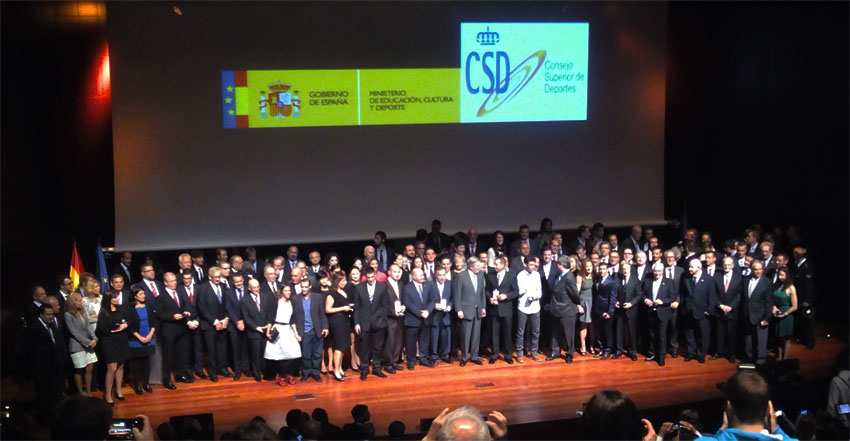
Олимпийские чемпионки Атланты 1996 года — «Лас Ниньяс де Оро»

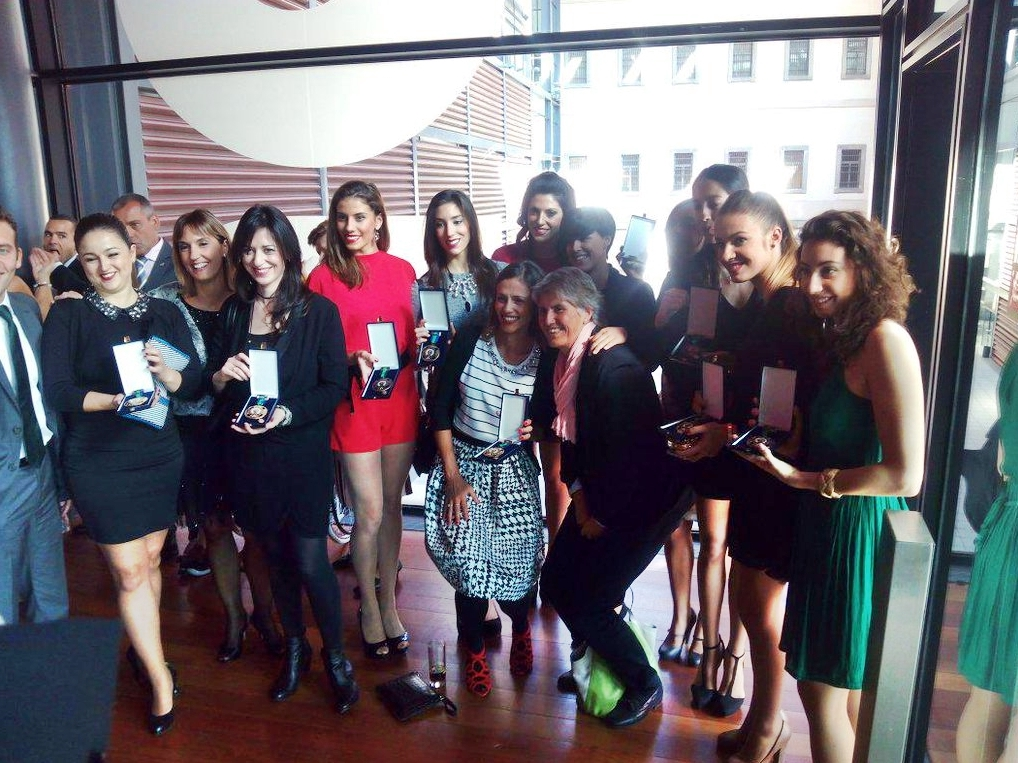
Олимпийские чемпионки Атланты 1996 года — «Лас Ниньяс де Оро» — и будущие серебряные призёрки Рио-де-Жанейро 2016 года — «Эль Экипасо»

- Висенте дель Боске — главный тренер сборной Испании по футболу в 2008—2016 годах, под руководством которого сборная Испании выиграла чемпионат мира 2010 года и чемпионат Европы 2012 года.
- Икер Касильяс — вратарь сборной Испании по футболу, чемпион Европы 2008 и 2012 годов, чемпион мира 2010 года и капитан сборной.
- Ладислав Кубала — футболист и футбольный тренер, нападающий сборной Испании; тренер сборной Испании в 1969—1980 годах; член тренерского штаба олимпийской сборной Испании — чемпионов Олимпийских игр 1992 года в Барселоне
- Иньяки Урдангарин — гандболист, дважды бронзовый призёр Олимпийских игр 1996 и 2000 годов; член королевской испанской семьи
- Золотые девчонки[исп.] («Лас Ниньяс де Оро») — семь гимнасток, выигравших чемпионаты мира по художественной гимнастике 1995 и 1996 годов в дисциплине «три мяча и две ленты» (шестеро выиграли золотые медали летних Олимпийских игр 1996 года в групповом многоборье)
  - Марта Бальдо[исп.] — олимпийская чемпионка
  - Нурия Кабанильяс[исп.] — олимпийская чемпионка
  - Эстела Хименес[исп.] — олимпийская чемпионка
  - Лорена Гурендес — олимпийская чемпионка
  - Таня Ламарка — олимпийская чемпионка
  - Эстибалис Мартинес[исп.] — олимпийская чемпионка
  - Майдер Эспарса[исп.]
- Ударная команда[исп.] («Эль Экипасо») — семь гимнасток, выигравших чемпионаты мира по художественной гимнастике 2013 и 2014 годов в дисциплине «десять булав» (пятеро выиграли серебряные медали летних Олимпийских игр 2016 года в групповом многоборье)
  - Сандра Агилар[исп.] — олимпийская призёрка
  - Артеми Гавесу[исп.] — олимпийская призёрка
  - Элена Лопес[исп.] — олимпийская призёрка
  - Лурдес Моэдано[исп.] — олимпийская призёрка
  - Алехандра Кереда[исп.] — олимпийская призёрка
  - Лидия Редондо[исп.]
  - Лорето Ахаэрандьо[исп.]